# Lepithrix baehri
Lepithrix baehri är en skalbaggsart som beskrevs av Dombrow 2000. Lepithrix baehri ingår i släktet Lepithrix och familjen Melolonthidae. Inga underarter finns listade i Catalogue of Life.